# Cover Ups
Cover Ups is het eerste verzamelalbum van de Amerikaanse punkband Good Riddance. Het werd uitgegeven op 2 juli 2002 door het kleine label Lorelei Records (dat opgericht is door onder andere zanger Russ Rankin) en bevat alle covers die de band ooit heeft laten uitgeven. Het nummer "Outlaw" is de enige cover die niet eerder is uitgegeven.

## Nummers
1. "I Melt with You" (Modern English, van het album Before You Were Punk uit 1997) - 2:22
2. "Feel Their Pain" (Insted, van het album Anti-Racist Action: The Benefit CD uit 1999) - 2:02
3. "I Stole Your Love" (Kiss, van het album Ballads from the Revolution uit 1998) - 2:37
4. "Second Coming" (Battalion of Saints, van het album Operation Phoenix uit 1999) - 1:26
5. "Come Dancing" (The Kinks, van het album A Comprehensive Guide to Moderne Rebellion uit 1996) - 2:20
6. "Outlaw" (Chron Gen) - 3:05
7. "Leader of the Pack" (The Shangri-Las, van het album Oldies But Goodies uit 1998) - 2:09
8. "Hall of Fame" (Government Issue, van het album A Comprehensive Guide to Moderne Rebellion uit 1996) - 0:57
9. "In My Head" (The Psychedelic Furs, van het album Symptoms of a Leveling Spirit uit 2001) - 2:41
10. "My War" (Black Flag, van het album Operation Phoenix uit 1999) - 3:43

## Muzikanten
- Russ Rankin - zang basgitaar op track 10, gitaar op track 5
- Luke Pabich - gitaar, achtergrondzang
- Chuck Platt - basgitaar op tracks 1-5 en 7-9
- Devin Quinn - basgitaar op track 6
- Rich McDermott - drums op tracks 1 en 6
- Sean Sellers - drums op tracks 2-5, 7, en 8
- Dave Wagenschutz - drums op track 9
- Bill Stevenson - drums en gitaar op track 10